# Latiginella handeni
Latiginella handeni là một loài ruồi trong họ Tachinidae.